# Jeremias
Pour les articles homonymes, voir Jeremias (homonymie).
Pour plus de détails, voir Fiche technique et Distribution.
Jeremias (« Jérémie ») est un film allemand réalisé par Eugen Illés (en), sorti en 1922.
Ce film muet en noir et blanc met en scène la prise de Jérusalem par Nabuchodonosor, roi de Babylone, en 587 av. J.-C. 

## Synopsis
Jérusalem, la capitale du royaume de Juda, est prise par le roi de Babylone tandis que le roi de Juda est tué. Plus tard, le prophète Jérémie part de force en exil à Babylone avec les autres survivants.

## Fiche technique
- Titre original : Jeremias
- Pays de production :  République de Weimar
- Année : 1922
- Réalisation : Eugen Illés (en)
- Scénario : Rudolf Kellaren et Paul Lerch
- Société de production : Spera-Film
- Société de distribution : Spera-Film
- Direction artistique : Siegfried Wroblewsky
- Photographie : Eugen Hamm (en) et Hans Mönling
- Lieu de tournage : Berlin
- Langue : allemand
- Format : Noir et blanc – 1,33:1 – 35 mm – Muet
- Longueur de pellicule : 1 725 m / 6 actes
- Genre : Drame historique
- Dates de sortie : 
  - République de Weimar : 26 octobre 1922
- Autres titres connus : 
  - Der Kampf um Jerusalem
  - Die Zerstörung Jerusalems
  - The Fall of Jerusalem

## Distribution
- Carl de Vidal Hundt : Jeremias
- Theodor Becker : Nebukadnezar
- Jaro Fürth (en) : Bachur
- Werner Hollmann (de) : Zedekia
- Georg John
- Mara Markhoff : Rahel
- Cordy Millowitsch (de) : Esther
- Walter Rilla : Amosa
- Sacy von Blondel (de) : Mirjam
- Wilhelm von Haxthausen : Maskir